# Duck Butter
Duck Butter (tạm dịch / tên phổ biến: Bơ Vịt / Hẹn Hò 24 Giờ) là một bộ phim độc lập của Hoa Kỳ năm 2018 được Miguel Arteta đảm nhận vai trò chỉ đạo diễn xuất từ nguồn kịch bản do ông và Alia Shawkat chấp bút. Phim có sự tham gia của Shawkat, Laia Costa, Mae Whitman, Hồng Châu và Kate Berlant. Nội dung thuật lại câu chuyện tình yêu giữa Naima và Sergio, hai con người nhưng cùng một tâm trạng, họ quen nhau trong một câu lạc bộ đêm và nhanh chóng thấu hiểu được trái tim của đối phương. Bỏ qua hết tất cả, cả hai quyết định dành ra 24 giờ để quan hệ và vui chơi, cùng nhau tận hưởng cuộc sống.
Duck Butter đã có buổi ra mắt thế giới tại Liên hoan phim Tribeca vào ngày 20 tháng 4 năm 2018 và được phát hành một tuần sau đó bởi công ty giải trí The Orchard. Về phía chuyên môn, tác phẩm nhận được nhiều lời khen từ các nhà phê bình nhưng cũng có không ít ý kiến trái chiều, tuy khai thác khía cạnh mối quan hệ đồng tính nữ và dàn diễn viên đã làm tốt vai trò của mình, thế nhưng chừng ấy vẫn không thể cứu vãn cốt truyện thiếu chiều sâu và sự thu hút.

## Cốt truyện
Duck Butter bắt đầu với trường đoạn siêu thực. Naima (Alia Shawkat) là một nữ diễn viên đầy tham vọng đến trường quay để thực hiện bộ phim độc lập sắp ra mắt. Dự án có sự tham gia của Kumail Nanjiani được đạo diễn bởi hai anh em Mark và Jay Duplass. Sau khi hẹn hò với một người bạn tại quán bar dành cho người đồng tính, Nima gặp Sergio (Laia Costa) - một cô gái bí truyền xinh đẹp đang biểu diễn trên sân khấu. Cả hai ngay lập tức say đắm đối phương, họ nhanh chóng có một buổi khiêu vũ thân mật và kết thúc bằng việc lên giường thoáng chốc tại căn hộ của Sergio. Trong một cuộc trò chuyện, Sergio đề xuất ý tưởng dành 24 giờ với một người - bao gồm cả việc quan hệ tình dục mỗi giờ một lần - để 'thúc đẩy' mối giao tiếp và tìm hiểu đối phương càng nhanh càng tốt. Nima không thoải mái và từ chối, nhưng tiếp tục bị hấp dẫn bởi ý tưởng này vào ngày hôm sau vì sự tự do mà cô cảm thấy với Sergio.
Một hôm, Nima nhận được cuộc gọi báo hung tin đã bị sa thải khỏi vị trí trong bộ phim, thất nghiệp và chán nản, cô quyết định quay lại nhà Sergio và đồng ý với lời đề nghị nhạy cảm. Trong suốt buổi tối, cả hai sáng tạo nghệ thuật, làm tình, tâm sự về những buồn vui trong cuộc sống, tình dục và các mối quan hệ trước đây với cả nam lẫn nữ. Sergio thích phiêu lưu và không bị áp lực xã hội đè nặng, trong khi Nima phải vật lộn với sự bất an của chính mình. Sau một đêm dài quấn quýt với nhau, Nima cảm thấy phấn khích trước sự suồng sã nhưng đồng thời cũng khá thất vọng vì kiểu thẳng thắn hung hăng của đối tác, cả trong phong cách nói chuyện lẫn tình dục.
Câu chuyện tiến triển đến giai đoạn đối diện với bậc sinh thành. Susana (mẹ của Sergio) đến xem con gái biểu diễn trong một buổi giới thiệu âm nhạc. Nima gợi ý cả ba người nên ăn sáng tại ngôi nhà cha cô đã cho, chuyện gì đến cũng sẽ đến, Nima cảm thấy mối quan hệ bắt đầu xảy ra xích mích, trong một thời gian ngắn cô bị hoảng loạn và phải đối mặt với nỗi bất an của Sergio về vị khách khó tính kia. Bữa sáng quả thật kinh khủng, hai mẹ con tranh cãi, Susana chỉ trích tính chính trực trong nghệ thuật của con mình, rồi bà chia sẻ ý kiến về tình dục với Nima và cho rằng đó là hành vi lợi dụng cá nhân hơn là tình yêu đích thực. Sau khi Susana quay lại lấy chiếc iPad bỏ quên trong căn hộ, Nima đã an ủi và hôn bạn gái trong khi nhìn thẳng vào người mẹ đang lặng lẽ rời đi. Mặc dù vậy, mối quan hệ của cặp đôi vẫn căng thẳng.
Vài ngày sau, Nima gợi ý nên thử quan hệ tình dục theo nhóm với Kathy và Fay (bạn của Sergio). Dù khó chịu với ý tưởng kỳ quái này nhưng Sergio vẫn đồng ý, tuy nhiên khi cả bốn người bắt đầu hôn nhau, Nima bị choáng ngợp trước tình huống và vội vã bước ra khỏi căn nhà. Mặc dù cô yêu cầu cặp đôi kia ở lại để trao đổi tình hình nhưng họ vẫn quyết định rời đi. Sự căng thẳng trong mối quan hệ tiếp tục dâng đến cao trào khi Nima lui vào phòng tắm trốn một mình. Để trả thù, Sergio đại tiện vào chảo rồi đưa lên trước mặt yêu cầu bạn gái "chào" nó, hành động bất chấp này cô đã từng làm với mẹ mình khi còn nhỏ. Hai người cãi vã, Sergio khóc lóc chỉ trích Nima vì đã không trung thực trong thời gian họ bên nhau rồi lặng lẽ rời khỏi nhà.
Tại buổi giới thiệu âm nhạc, trong khi hát chay ca khúc "Suppose" của huyền thoại Elvis Presley, Sergio hồi tưởng lại cuộc tranh cãi giữa cô và Nima về việc cover bài hát. Những thước phim cuối lướt qua cảnh Nima giải cứu một con chó lang thang trên phố, cô nằm cùng nó trong phòng và suy nghĩ...

## Diễn viên
- Alia Shawkat trong vai Naima/Nima
- Laia Costa trong vai Sergio
- Mae Whitman trong vai Ellen
- Hồng Châu trong vai Glow
- Kate Berlant trong vai Kathy
- Lindsay Burdge trong vai chính mình
- Kumail Nanjiani trong vai chính mình
- Mark Duplass trong vai chính mình
- Jay Duplass trong vai chính mình
- Jenny O'Hara trong vai Nathalie

## Sản xuất
Bản thảo của Duck Butter được sáng tác bởi Alia Shawkat và Miguel Arteta, ban đầu bộ phim tập trung mô tả mối quan hệ nam nữ truyền thống trong suốt một năm rưỡi. Sau đó thay đổi sang tình tiết cặp đôi quan hệ tình dục hàng giờ để tìm kiếm sự thân mật. Shawkat đảm nhiệm luôn tuyến vai chính, trong một cuộc phỏng vấn, cô cho biết trước đó đã gặp gỡ các diễn viên nam nhưng họ tỏ ra không thoải mái với ý tưởng này. Bên cạnh đó, nhà làm phim ban đầu chọn Laia Costa nhưng cô chỉ đồng ý đóng vai phụ trong phim nếu có thể ở lại trường quay xuyên suốt 24 giờ, vậy nên hai nhà biên kịch đã quyết định viết lại nhân vật này cho một phụ nữ.
Đến tháng 9 năm 2016, giới truyền thông đưa tin Shawkat và Costa đã được chọn tham gia vào dự án, Arteta sẽ đạo diễn kịch bản do chính ông viết cùng Shawkat. Công ty Duplass Brothers Productions được thành lập bởi hai anh em Mark Duplass và Jay Duplass đóng vai trò là nhà sản xuất.
Quá trình quay phim chính thức bắt đầu vào tháng 9 cùng năm kéo dài khoảng chín ngày, phần lớn Duck Butter được ghi hình trong suốt 24 giờ.

## Phát hành
Năm 2018, tạp chí Variety ra thông báo The Orchard và Netflix sẽ phân phối bộ phim. Duck Butter đã có buổi ra mắt thế giới tại Liên hoan phim Tribeca vào ngày 20 tháng 4 năm 2018, bảy ngày sau đó thì tác phẩm được công chiếu rộng rãi đến đại chúng.

## Đón nhận
Duck Butter nhận về nhiều đánh giá trái chiều từ các nhà phê bình. Bộ phim có tỷ trọng tích cực chiếm 55% ở trang web tổng hợp đánh giá Rotten Tomatoes dựa trên 38 bài nhận xét, với điểm trung bình là 6.1/10. Nhìn chung loạt bài góp ý đều đồng thuận ở nội dung: "Duck Butter sở hữu một cặp nhân vật chính hấp dẫn và góc nhìn mới mẻ về phụ nữ, thế nhưng câu chuyện của nó sau cùng lại quá mỏng manh để có thể gánh hết cả một thành phẩm." Trên Metacritic, bộ phim được xếp hạng 60/100 dựa trên 15 nhà phê bình, cho thấy "các bài đánh giá trái chiều hoặc trung bình".
Katie Rife của tờ báo The A.V. Club đã cho điểm C+ và chỉ trích tác phẩm không mang lại chiều sâu cho nhân vật của Costa, đồng thời nhận định Duck Butter "thông minh mà không quá vui nhộn, cá nhân mà không quá hở hang".

## Giải thưởng
| Năm  | Liên Hoan Phim         | Hạng Mục                                       | Người Nhận    | Kết Quả   | Ref    |
| ---- | ---------------------- | ---------------------------------------------- | ------------- | --------- | ------ |
| 2018 | Liên hoan phim Tribeca | Phim tường thuật xuất sắc nhất                 | Miguel Arteta | Đề cử     | [ 15 ] |
| 2018 | Liên hoan phim Tribeca | Nữ chính phim tường thuật Hoa Kỳ xuất sắc nhất | Alia Shawkat  | Đoạt giải | [ 16 ] |